# مقاطعة كينوشا (ويسكونسن)
مقاطعة كينوشا (بالإنجليزية: Kenosha_County, Wisconsin)‏ هي إحدى مقاطعات ولاية ويسكونسن في الولايات المتحدة. تأسست سنة 1850، وتبلغ مساحتها 1,953 كم2، بلغ عدد سكانها 166,426 نسمة في عام 2010 حسب إحصاء مكتب تعداد الولايات المتحدة .

## وصلات خارجية
- Kenosha County government website
- Kenosha County map  from the Wisconsin Department of Transportation